# Jean-Baptiste Gardel
Pour les articles homonymes, voir Gardel.
Jean-Baptiste Gardel, né le 5 mai 1818 à Limoges où il est mort le 24 mai 1874, est un peintre français.

## Biographie
Jean-Baptiste Gardel est le fils de Martial Gardel, tisserand, et de Thérèse Faurisson.
Élève d'Ingres et de Drölling, il expose au Salon à partir de 1836, puis concourt en 1844 pour le prix de Rome en proposant Cincinnatus recevant les députés du Sénat.
Il devient professeur à l'école des Beaux-Arts de Limoges.
Il meurt à Limoges à l'âge de 56 ans.